# Algeria ai Giochi della XXXIII Olimpiade
L'Algeria ha partecipato ai Giochi della XXXIII Olimpiade, che si sono svolti a Parigi dal 26 luglio all'11 agosto 2024, con una delegazione di 46 atleti, 27 uomini e 19 donne.

## Medagliere

### Medaglie
| Medaglia | Nome           | Sport            | Evento                   |
| -------- | -------------- | ---------------- | ------------------------ |
| Oro      | Kaylia Nemour  | Ginnastica       | Parallele asimmetriche   |
| Oro      | Imane Khelif   | Pugilato         | Pesi welter femminile    |
| Bronzo   | Djamel Sedjati | Atletica leggera | 800 metri piani maschili |

## Delegazione
| Sport             | Uomini | Donne | Totale |
| ----------------- | ------ | ----- | ------ |
| Atletica leggera  | 7      | 1     | 8      |
| Badminton         | 1      | 1     | 2      |
| Canoa/kayak       | 0      | 1     | 1      |
| Canottaggio       | 1      | 1     | 2      |
| Ciclismo          | 1      | 1     | 2      |
| Ginnastica        | 0      | 1     | 1      |
| Judo              | 2      | 1     | 3      |
| Lotta             | 6      | 2     | 8      |
| Nuoto             | 1      | 1     | 2      |
| Pugilato          | 2      | 3     | 5      |
| Scherma           | 1      | 3     | 4      |
| Sollevamento pesi | 1      | 0     | 1      |
| Tennistavolo      | 1      | 1     | 2      |
| Tiro              | 1      | 0     | 1      |
| Vela              | 1      | 0     | 1      |
| Totale            | 27     | 18    | 45     |

## Risultati

### Atletica leggera
| Q | Qualificato al turno successivo per la posizione in qualificazione                                                           |
| q | Qualificato per il turno successivo per ripescaggio o, negli eventi su campo, conquistando la misura minima per qualificarsi |

Maschile
Eventi su pista e strada
| Atleta              | Evento         | Batteria  | Batteria  | Semifinale      | Semifinale      | Finale          | Finale          |
| Atleta              | Evento         | Risultato | Posizione | Risultato       | Posizione       | Risultato       | Posizione       |
| ------------------- | -------------- | --------- | --------- | --------------- | --------------- | --------------- | --------------- |
| Djamel Sedjati      | 800 m piani    | 1'45"84   | 1 Q       | 1'45"08         | 1 Q             | 1'41"50         |                 |
| Slimane Moula       | 800 m piani    | 1'46"71   | 8 q       | non qualificato | non qualificato | non qualificato | non qualificato |
| Mohamed Ali Gouaned | 800 m piani    | 1'47"34   | 7 q       | 1'46"52         | 8               | non qualificato | non qualificato |
| Amine Bouanani      | 110 m ostacoli | 13"58     | 5 q       | non qualificato | non qualificato | non qualificato | non qualificato |
| Bilal Tabti         | 3000 m siepi   | 9'04"81   | 12        | N.D.            | N.D.            | non qualificato | non qualificato |

Eventi su campo
| Atleta             | Evento           | Qualifica | Qualifica | Finale          | Finale          |
| Atleta             | Evento           | Misura    | Posizione | Misura          | Posizione       |
| ------------------ | ---------------- | --------- | --------- | --------------- | --------------- |
| Yasser Triki       | Salto triplo     | 16"85     | 4 q       | 17"22           | 9               |
| Oussama Khennoussi | Lancio del disco | nm        | nm        | non qualificato | non qualificato |

Femminile
Eventi su campo
| Atleta      | Evento              | Batteria  | Batteria  | Semifinale      | Semifinale      | Finale          | Finale          |
| Atleta      | Evento              | Risultato | Posizione | Risultato       | Posizione       | Risultato       | Posizione       |
| ----------- | ------------------- | --------- | --------- | --------------- | --------------- | --------------- | --------------- |
| Zahra Tatar | Lancio del martello | 66.99     | 25        | non qualificato | non qualificato | non qualificato | non qualificato |

### Badminton

#### Doppio
| Atleta                         | Evento       | Girone                   | Girone                                       | Girone                        | Girone | Ottavi               | Quarti               | Semifinale           | Finale / FB     |
| Atleta                         | Evento       | Avversario Punteggio     | Avversario Punteggio                         | Avversario Punteggio          | Pos.   | Avversario Punteggio | Avversario Punteggio | Avversario Punteggio | Pos.            |
| ------------------------------ | ------------ | ------------------------ | -------------------------------------------- | ----------------------------- | ------ | -------------------- | -------------------- | -------------------- | --------------- |
| Koceila Mammeri Tanina Mammeri | Doppio misto | Seo / Chae P 10-21; 7-21 | Puavaranukroh / Taerattanachai P 14-21; 9-21 | Tabeling / Piek P 18-21; 9-21 | 4      | non qualificati      | non qualificati      | non qualificati      | non qualificati |

### Canoa/Kayak

#### Slalom
Femminile
| Atleta         | Evento | Qualificazioni | Qualificazioni | Qualificazioni | Qualificazioni | Qualificazioni | Qualificazioni | Semifinali | Semifinali | Semifinali | Finale          | Finale          | Finale          |
| Atleta         | Evento | 1ª manche      | Pos.           | 2ª manche      | Pos.           | Migliore       | Posizione      | Penalità   | Tempo      | Posizione  | Penalità        | Tempo           | Posizione       |
| -------------- | ------ | -------------- | -------------- | -------------- | -------------- | -------------- | -------------- | ---------- | ---------- | ---------- | --------------- | --------------- | --------------- |
| Carole Bouzidi | K-1    | 99.41          | 14             | 99.50          | 17             | 99.41          | 19 Q           | -          | 106.75     | 14         | non qualificata | non qualificata | non qualificata |

### Canottaggio
| FA   | Qualificato in finale A (per le medaglie)     |
| FB   | Qualificato in finale B (non per le medaglie) |
| FC   | Qualificato in finale C (non per le medaglie) |
| FD   | Qualificato in finale D (non per le medaglie) |
| FE   | Qualificato in finale E (non per le medaglie) |
| FF   | Qualificato in finale F (non per le medaglie) |
| SA/B | Semifinali A/B                                |
| SC/D | Semifinali C/D                                |
| SE/F | Semifinali E/F                                |
| QF   | Qualificato ai quarti di finale               |
| R    | Ripescaggio                                   |

Maschile
| Atleta          | Evento  | Batteria | Batteria  | Ripescaggio | Ripescaggio | Semifinali | Semifinali | Finale  | Finale    |
| Atleta          | Evento  | Tempo    | Posizione | Tempo       | Posizione   | Tempo      | Posizione  | Tempo   | Posizione |
| --------------- | ------- | -------- | --------- | ----------- | ----------- | ---------- | ---------- | ------- | --------- |
| Sid Ali Boudina | Singolo | 7'02"94  | 4 R       | 7'10"23     | 1 QF        | 6'57"06    | 3 FC       | 6'51"99 | 18        |

Femminile
| Atleta          | Evento  | Batteria | Batteria  | Ripescaggio | Ripescaggio | Semifinali | Semifinali | Finale  | Finale    |
| Atleta          | Evento  | Tempo    | Posizione | Tempo       | Posizione   | Tempo      | Posizione  | Tempo   | Posizione |
| --------------- | ------- | -------- | --------- | ----------- | ----------- | ---------- | ---------- | ------- | --------- |
| Nihed Benchadli | Singolo | 8'06"62  | 5 R       | 8'10"34     | 3 SE/F      | 8'34"67    | 1 FE       | 7'54"25 | 25        |

### Ciclismo

#### Ciclismo su strada
Maschile
| Atleta       | Evento         | Tempo    | Posizione |
| ------------ | -------------- | -------- | --------- |
| Yacine Hamza | Corsa in linea | ritirato | ritirato  |

Femminile
| Atleta         | Evento         | Tempo    | Posizione |
| -------------- | -------------- | -------- | --------- |
| Nesrine Houili | Corsa in linea | ritirato | ritirato  |

### Ginnastica

#### Ginnastica artistica
Femminile
| Atleta        | Evento                 | Qualificazione | Qualificazione | Qualificazione | Qualificazione | Qualificazione | Qualificazione | Qualificazione | Qualificazione | Finale   | Finale   | Finale   | Finale   | Finale   | Finale   | Finale | Finale    |
| Atleta        | Evento                 | Attrezzo       | Attrezzo       | Attrezzo       | Attrezzo       | Attrezzo       | Attrezzo       | Totale         | Posizione      | Attrezzo | Attrezzo | Attrezzo | Attrezzo | Attrezzo | Attrezzo | Totale | Posizione |
| Atleta        | Evento                 | CL             | C              | A              | V              | P              | S              | Totale         | Posizione      | CL       | C        | A        | V        | P        | S        | Totale | Posizione |
| ------------- | ---------------------- | -------------- | -------------- | -------------- | -------------- | -------------- | -------------- | -------------- | -------------- | -------- | -------- | -------- | -------- | -------- | -------- | ------ | --------- |
| Kaylia Nemour | Concorso individuale   | 13.166         | -              | -              | 14.000         | 15.600         | -              | 55.966         | 5 Q            | 13.100   | -        | -        | 14.033   | 15.533   | -        | 55.899 | 7         |
| Kaylia Nemour | Parallele asimmetriche | -              | -              | -              | -              | 15.600         | -              | 15.600         | 1 Q            | -        | -        | -        | -        | 15.700   | -        | 15.700 |           |

### Judo
Maschile
| Atleta        | Evento  | 16-esimi             | Ottavi               | Quarti               | Semifinali           | Ripescaggio          | Med. bronzo          | Finale               | Posizione       |
| Atleta        | Evento  | Avversario Risultato | Avversario Risultato | Avversario Risultato | Avversario Risultato | Avversario Risultato | Avversario Risultato | Avversario Risultato | Posizione       |
| ------------- | ------- | -------------------- | -------------------- | -------------------- | -------------------- | -------------------- | -------------------- | -------------------- | --------------- |
| Messaoud Dris | −73 kg  | Butbul SR            | non qualificato      | non qualificato      | non qualificato      | non qualificato      | non qualificato      | non qualificato      | non qualificato |
| Mohamed Lili  | +100 kg | Magomedomarov P 0-10 | non qualificato      | non qualificato      | non qualificato      | non qualificato      | non qualificato      | non qualificato      | non qualificato |

Femminile
| Atleta        | Evento | 16-esimi             | Ottavi               | Quarti               | Semifinali           | Ripescaggio          | Med. bronzo          | Finale               | Posizione        |
| Atleta        | Evento | Avversario Risultato | Avversario Risultato | Avversario Risultato | Avversario Risultato | Avversario Risultato | Avversario Risultato | Avversario Risultato | Posizione        |
| ------------- | ------ | -------------------- | -------------------- | -------------------- | -------------------- | -------------------- | -------------------- | -------------------- | ---------------- |
| Amina Belkadi | −63 kg | Leški P 01-10        | non qualificiata     | non qualificiata     | non qualificiata     | non qualificiata     | non qualificiata     | non qualificiata     | non qualificiata |

### Lotta

#### Libera
Maschile
| Atleta              | Evento         | Ottavi               | Quarti               | Semifinali           | Ripescaggio          | Finale               | Pos.            |
| Atleta              | Evento         | Avversario Risultato | Avversario Risultato | Avversario Risultato | Avversario Risultato | Avversario Risultato | Pos.            |
| ------------------- | -------------- | -------------------- | -------------------- | -------------------- | -------------------- | -------------------- | --------------- |
| Fateh Benferdjallah | 86 kg maschile | Ishiguro P 0-11      | non qualificato      | non qualificato      | non qualificato      | non qualificato      | non qualificato |

Femminile
| Atleta                 | Evento          | Ottavi               | Quarti               | Semifinali           | Ripescaggio          | Finale               | Pos.            |
| Atleta                 | Evento          | Avversario Risultato | Avversario Risultato | Avversario Risultato | Avversario Risultato | Avversario Risultato | Pos.            |
| ---------------------- | --------------- | -------------------- | -------------------- | -------------------- | -------------------- | -------------------- | --------------- |
| Ibtissem Doudou        | 50 kg femminile | Hildebrandt P 0-10   | non disputato        | non disputato        | Ziqi P 0-10          | non qualificata      | 14              |
| Chaimaa Fouzia Aouissi | 57 kg femminile | Adekuoroye P 0-0 F   | non qualificata      | non qualificata      | non qualificata      | non qualificata      | non qualificata |

#### Greco-romana
Maschile
| Atleta            | Evento         | Qualificazioni       | Ottavi               | Quarti               | Semifinali           | Ripescaggio          | Finale               | Pos.            |
| Atleta            | Evento         | Avversario Risultato | Avversario Risultato | Avversario Risultato | Avversario Risultato | Avversario Risultato | Avversario Risultato | Pos.            |
| ----------------- | -------------- | -------------------- | -------------------- | -------------------- | -------------------- | -------------------- | -------------------- | --------------- |
| Abdelkarim Fergat | 60 kg maschile | non disputato        | Mohsennejad P 0-9    | non qualificato      | non qualificato      | non qualificato      | non qualificato      | non qualificato |
| Ishak Ghaiou      | 67 kg maschile | non disputato        | Esmaeili P 0-10      | non disputato        | non disputato        | Orta P 0-9           | non qualificato      | 16              |
| Abdelkrim Ouakali | 77 kg maschile | non disputato        | Kusaka P 0-9         | non disputato        | non disputato        | Vardanyan P 0-11     | non qualificato      | 16              |
| Bachir Sid Azara  | 87 kg maschile | non disputato        | Gobadze P 1-2        | non qualificato      | non qualificato      | non qualificato      | non qualificato      | 12              |
| Fadi Rouabah      | 97 kg maschile | non disputato        | Savolainen P 0-4     | non qualificato      | non qualificato      | non qualificato      | non qualificato      | 16              |

### Nuoto
Maschile
| Atleta       | Evento      | Batterie | Batterie  | Semifinali | Semifinali | Finale          | Finale          |
| Atleta       | Evento      | Tempo    | Posizione | Tempo      | Posizione  | Tempo           | Posizione       |
| ------------ | ----------- | -------- | --------- | ---------- | ---------- | --------------- | --------------- |
| Jaouad Syoud | 200 m misti | 1'59"41  | 15 Q      | 2'00"13    | 15         | non qualificato | non qualificato |

Femminile
| Atleta           | Evento             | Batterie | Batterie  | Semifinali      | Semifinali      | Finale          | Finale          |
| Atleta           | Evento             | Tempo    | Posizione | Tempo           | Posizione       | Tempo           | Posizione       |
| ---------------- | ------------------ | -------- | --------- | --------------- | --------------- | --------------- | --------------- |
| Nesrine Medjahed | 100 m stile libero | 57"34    | 24        | non qualificata | non qualificata | non qualificata | non qualificata |

### Pugilato
Maschile
| Atleta             | Evento            | Sedicesimi           | Ottavi di finale      | Quarti di finale     | Semifinali           | Finale               | Pos.             |
| Atleta             | Evento            | Avversario Risultato | Avversario Risultato  | Avversario Risultato | Avversario Risultato | Avversario Risultato | Pos.             |
| ------------------ | ----------------- | -------------------- | --------------------- | -------------------- | -------------------- | -------------------- | ---------------- |
| Jugurtha Ait Bekka | Pesi leggeri      | non disputato        | Álvarez P 0-5         | non qualificato'     | non qualificato'     | non qualificato'     | non qualificato' |
| Mourad Kadi        | Pesi supermassimi | non disputato        | Aboudou Moindze P 1-4 | non qualificato      | non qualificato      | non qualificato      | non qualificato  |

Femminile
| Atleta           | Evento       | Sedicesimi           | Ottavi di finale     | Quarti di finale     | Semifinali           | Finale               | Pos.            |                 |
| Atleta           | Evento       | Avversario Risultato | Avversario Risultato | Avversario Risultato | Avversario Risultato | Avversario Risultato | Pos.            |                 |
| ---------------- | ------------ | -------------------- | -------------------- | -------------------- | -------------------- | -------------------- | --------------- | --------------- |
| Roumaysa Boualam | Pesi mosca   | non disputato'       | Villegas P 0-5       | non qualificata      | non qualificata      | non qualificata      | non qualificata |                 |
| Hadjila Khelif   | Pesi leggeri | non disputato        | Šadrina P 0-5        | non qualificata      | non qualificata      | non qualificata      | non qualificata | non qualificata |
| Imane Khelif     | Pesi welter  | non disputato        | Carini V ABD         | Hámori V 5-0         | Suwannapheng V 5-0   | Liu V 5-0            |                 |                 |

### Scherma
Maschile
| Atleta       | Evento               | 32-esimi             | 16-esimi             | Ottavi               | Quarti               | Semifinali           | Finale               | Pos.            |
| Atleta       | Evento               | Avversario Punteggio | Avversario Punteggio | Avversario Punteggio | Avversario Punteggio | Avversario Punteggio | Avversario Punteggio | Pos.            |
| ------------ | -------------------- | -------------------- | -------------------- | -------------------- | -------------------- | -------------------- | -------------------- | --------------- |
| Salim Heroui | Fioretto individuale | Jurkiewicz P 8-15    | non qualificato      | non qualificato      | non qualificato      | non qualificato      | non qualificato      | non qualificato |

Femminile
| Atleta                                                                    | Evento               | 32-esimi             | 16-esimi             | Ottavi               | Quarti               | Semifinali           | Finale               | Pos.            |
| Atleta                                                                    | Evento               | Avversario Punteggio | Avversario Punteggio | Avversario Punteggio | Avversario Punteggio | Avversario Punteggio | Avversario Punteggio | Pos.            |
| ------------------------------------------------------------------------- | -------------------- | -------------------- | -------------------- | -------------------- | -------------------- | -------------------- | -------------------- | --------------- |
| Saoussen Boudiaf                                                          | Sciabola individuale | Kravatska P 8-15     | non qualificata      | non qualificata      | non qualificata      | non qualificata      | non qualificata      | non qualificata |
| Zohra Nora Kehli                                                          | Sciabola individuale | Daghfous P 12-15     | non qualificata      | non qualificata      | non qualificata      | non qualificata      | non qualificata      | non qualificata |
| Chaima Benadouda                                                          | Sciabola individuale | Sarybay P 9-15       | non qualificata      | non qualificata      | non qualificata      | non qualificata      | non qualificata      | non qualificata |
| Saoussen Boudiaf Zohra Nora Kehli Kaouther Mohamed Belkebir Abik Boungab* | Sciabola a squadre   | N.D.                 | N.D.                 | N.D.                 | Francia P 32-45      | Stati Uniti P 28-45  | Italia P 27-45       | 8               |

### Sollevamento pesi
Maschile
| Atleta       | Evento  | Strappo   | Strappo    | Slancio         | Slancio         | Totale          | Classifica      |
| Atleta       | Evento  | Risultato | Classifica | Risultato       | Classifica      | Totale          | Classifica      |
| ------------ | ------- | --------- | ---------- | --------------- | --------------- | --------------- | --------------- |
| Walid Bidani | +102 kg | 190 kg    | nm         | non qualificato | non qualificato | non qualificato | non qualificato |

### Tennistavolo
Maschile
| Atleta          | Evento  | 64-esimi | 64-esimi | 32-esimi        | 32-esimi        | 16-esimi        | 16-esimi        | Ottavi di finale | Ottavi di finale | Quarti di finale | Quarti di finale | Semifinali      | Semifinali      | Finale          | Finale          | Classifica      |
| Atleta          | Evento  | Avver.   | Punt.    | Avver.          | Punt.           | Avver.          | Punt.           | Avver.           | Punt.            | Avver.           | Punt.            | Avver.          | Punt.           | Avver.          | Punt.           | Classifica      |
| --------------- | ------- | -------- | -------- | --------------- | --------------- | --------------- | --------------- | ---------------- | ---------------- | ---------------- | ---------------- | --------------- | --------------- | --------------- | --------------- | --------------- |
| Mehdi Bouloussa | Singolo | Pucar    | P 0-4    | non qualificato | non qualificato | non qualificato | non qualificato | non qualificato  | non qualificato  | non qualificato  | non qualificato  | non qualificato | non qualificato | non qualificato | non qualificato | non qualificato |

Femminile
| Atleta          | Evento  | 64-esimi | 64-esimi | 32-esimi        | 32-esimi        | 16-esimi        | 16-esimi        | Ottavi di finale | Ottavi di finale | Quarti di finale | Quarti di finale | Semifinali      | Semifinali      | Finale          | Finale          | Classifica      |
| Atleta          | Evento  | Avver.   | Punt.    | Avver.          | Punt.           | Avver.          | Punt.           | Avver.           | Punt.            | Avver.           | Punt.            | Avver.          | Punt.           | Avver.          | Punt.           | Classifica      |
| --------------- | ------- | -------- | -------- | --------------- | --------------- | --------------- | --------------- | ---------------- | ---------------- | ---------------- | ---------------- | --------------- | --------------- | --------------- | --------------- | --------------- |
| Lynda Loghraibi | Singolo | Chen     | P 0-4    | non qualificata | non qualificata | non qualificata | non qualificata | non qualificata  | non qualificata  | non qualificata  | non qualificata  | non qualificata | non qualificata | non qualificata | non qualificata | non qualificata |

### Tiro a segno/volo
Maschile
| Atleta          | Evento                      | Qualificazione | Qualificazione | Finale          | Finale          |
| Atleta          | Evento                      | Punteggio      | Classifica     | Punteggio       | Classifica      |
| --------------- | --------------------------- | -------------- | -------------- | --------------- | --------------- |
| Kocelia Adoul   | Carabina 10m aria compressa | 613.40         | 49             | non qualificato | non qualificato |
| Samir Bouchireb | Pistola 10m aria compressa  | 563            | 29             | non qualificato | non qualificato |

Femminile
| Atleta       | Evento                      | Qualificazione | Qualificazione | Finale          | Finale          |
| Atleta       | Evento                      | Punteggio      | Classifica     | Punteggio       | Classifica      |
| ------------ | --------------------------- | -------------- | -------------- | --------------- | --------------- |
| Houda Chaabi | Carabina 10m aria compressa | DNS            | DNS            | non qualificata | non qualificata |

### Vela
Maschile
| Atleta         | Evento | Regata | Regata | Regata | Regata | Regata | Regata | Regata | Regata | Regata | Regata | Regata | Regata | Regata | Regata | Regata | Regata | Regata | Regata | Regata | Regata | Regata | Regata     | Quarti di finale | Quarti di finale | Semiinale       | Semiinale       | Finale          | Finale          |
| Atleta         | Evento | 1      | 2      | 3      | 4      | 5      | 6      | 7      | 8      | 9      | 10     | 11     | 12     | 13     | 14     | 15     | 16     | 17     | 18     | 19     | 20     | Punti  | Classifica | Totale           | Classifica       | Totale          | Classifica      | Totale          | Classifica      |
| -------------- | ------ | ------ | ------ | ------ | ------ | ------ | ------ | ------ | ------ | ------ | ------ | ------ | ------ | ------ | ------ | ------ | ------ | ------ | ------ | ------ | ------ | ------ | ---------- | ---------------- | ---------------- | --------------- | --------------- | --------------- | --------------- |
| Rami Boudrouma | IQFoil | 22     | 21     | 19     | 20     | 24     | 22     | 17     | 22     | 20     | 24     | 23     | DNF    | 24     | N.D.   | N.D.   | N.D.   | N.D.   | N.D.   | N.D.   | N.D.   | 234    | 24         | non qualificato  | non qualificato  | non qualificato | non qualificato | non qualificato | non qualificato |